# Thea Graziella
Dorothea „Thea“ Graziella Schneidhuber, geborene Gabriel, Pseudonyme Horst Wilhelm, Thea Graziella, (* 3. August 1881 in Lyck, Ostpreußen; † 12. Mai 1942 in der Tötungsanstalt Bernburg an der Saale) war eine deutsche Schriftstellerin.

## Leben und Tätigkeit
Dorothea Gabriel wuchs in Spandau auf. Um 1905 heiratete sie den Landwirt Schneidhuber, mit dem sie sich in Bad Tölz niederließ. Ihr Schwager, ein Bruder ihres Mannes, war der nachmalige Polizeipräsident von München und Kommandeur der Sturmabteilung (SA) in Bayern August Schneidhuber.
Seit 1905 trat Schneidhuber mit belletristischen Veröffentlichungen, speziell mit Dramen, Gedichten und Romanen an die Öffentlichkeit, wobei sie zumeist das Pseudonym Thea Graziella verwendete. Politisch vertrat Schneidhuber eher linke Standpunkte: So setzte sie sich mit ihrem während des Ersten Weltkriegs publizierten Roman Der Unpatriotische, dem zeitgenössische Besprechungen "pazifistische Tendenzen" zuschrieben, deutlich vom militaristischen Geist der Kriegsjahre ab. Nach dem Krieg gehörte sie der Deutschen Demokratischen Partei an.
Nach dem Machtantritt der Nationalsozialisten erhielt Schneidhuber vermutlich aufgrund ihrer jüdischen Abstammung Publikationsverbot, jedenfalls veröffentlichte sie nach 1933 nicht mehr. Den Dompropst Johannes Neuhäusler, der auf Veranlassung des Bischofs Faulhaber die antikirchliche Agitation der Nationalsozialisten beobachtete, unterstützte Schneidhuber auf Empfehlung Faulhabers als Kurierin bei seinen Anstrengungen, Belege für Konflikte zwischen Nationalsozialismus und Kirche ins Ausland, v. a. in den Vatikan zu schaffen.
In späteren Jahren lebte Schneidhuber als Gesellschafterin mit der Landgerichtsratswitwe Anna Meyer-Liepmann zusammen in der Villa Mignon in Bad Tölz. Um der Verfolgung aufgrund ihrer jüdischen Abstammung zu entgehen, reisten beide Frauen ab März 1940 ständig hin und her. Im Februar 1941 wurden sie schließlich in Frankfurt verhaftet. Sie wurde ins KZ Ravensbrück überführt und im Mai 1942 im Zuge der Aktion 14f13, die der Beseitigung von "Ballastexistenzen" – d. h. nicht-arbeitsfähigen (sowie einzelnen arbeitsfähigen jüdischen) KZ-Häftlingen – diente, durch Vergasung zu Tode gebracht.
Eine erhalten gebliebene Photographie aus der Privatregistratur des für die Entscheidung Schneidhuber zu töten verantwortlichen KZ-Arztes Friedrich Mennecke enthält auf der Rückseite die Diagnose, die Mennecke Schneidhuber ausstellte, wobei die Diagnose zugleich ein Todesurteil bedeutete:
"Schrieb fortgesetzt deutschfeindliche Hetzartikel über die kirchenpolitische Lage in Deutschland, die sie von dem Referenten des erzbischöflichen Ordinariat in München erhielt."
Heute erinnert ein Gedenkstein in der Markstraße in Bad Tölz an Schneidhuber.

## Werke
- Göttin Weib. Trauerspiel in fünf Aufzügen, ca. 1905.
- Ihr Erdenwallen, 1906. (Drama)
- Im Spiegel der Seele, 1906. (Gedichte)
- Spiele des Schicksals, 1908.
- Göttin Weib, 1913. (Drama)
- Die Reichsversicherung für Hausangestellte, 1913.
- Der Unpatriotische, Xenien Verlag, 1916. (Roman)
- Das Mädchenschutzhaus in Berlin, das erste Observationshaus für gefährdete Jugendliche, 1915.
- Karthagos Niedergang, 1918.
- Die Prophetin, 1920. (Drama)
- Sauls Tochter, 1923. (Roman)
- Karthagos Niedergang. Tragödie in 5 Akten, 1924. (unter dem Pseudonym Horst Wilhelm)
- Leute von gestern, von morgen, von heute, Schöningh 1932.
- Wildkatzengeschichten. Aus meiner kleinen Stadt, Schöningh, 1932.